# División de Honor (Schach) 2000
Die División de Honor (Schach) 2000 war die sechste Saison der División de Honor und gleichzeitig die 44. Spanische Mannschaftsmeisterschaft im Schach, sie wurde mit zehn Mannschaften ausgetragen. Meister wurde die Mannschaft CA Palm Oasis Maspalomas, die den Titelverteidiger CA Marcote Mondariz auf den zweiten Platz verwies. Aus der Primera División waren CA Reverté Albox, CE Vulcà Barcelona und CA Centro Goya Villa de Teror aufgestiegen. Während CA Reverté Albox und CE Vulcà Barcelona den Klassenerhalt erreichten, musste CA Centro Goya Villa de Teror zusammen mit UGA Barcelona und CA La Caja Las Palmas absteigen.
Zu den Mannschaftskadern der teilnehmenden Vereine siehe Mannschaftskader der División de Honor (Schach) 2000.

## Modus
Die zehn teilnehmenden Mannschaften spielten ein einfaches Rundenturnier. Die drei Letzten stiegen in die Primera División ab und wurden durch die Aufsteiger aus der Primera División ersetzt. Gespielt wurde an vier Brettern, über die Platzierung entschied zunächst die Zahl der Brettpunkte (ein Punkt für einen Sieg, ein halber Punkt für ein Remis, kein Punkt für eine Niederlage), anschließend der direkte Vergleich und danach die Anzahl der Mannschaftspunkte (zwei Punkte für einen Sieg, ein Punkt für ein Unentschieden, kein Punkt für eine Niederlage). 

## Termine und Spielort
Das Turnier wurde vom katalanischen Schachverband anlässlich seines 75-jährigen Bestehens vom 5. bis 13. August im Hotel Plaza in Barcelona ausgetragen.

## Saisonverlauf
CA Palm Oasis Maspalomas lag von Anfang bis Ende durchgehend an der Tabellenspitze und gewann letztendlich mit 3 Punkten Vorsprung. Spannender verlief der Abstiegskampf, vor der letzten Runde waren sechs der zehn Mannschaften abstiegsgefährdet.

## Abschlusstabelle
| Pl. | Verein                            | Sp | G | U | V | Brett-P.  | Mannsch.-P. |
| --- | --------------------------------- | -- | - | - | - | --------- | ----------- |
| 01. | CA Palm Oasis Maspalomas          | 9  | 5 | 4 | 0 | 23,5:12,5 | 14:4        |
| 02. | CA Marcote Mondariz (M)           | 9  | 5 | 2 | 2 | 20,5:15,5 | 12:6        |
| 03. | CA Reverté Albox (N)              | 9  | 5 | 2 | 2 | 19,5:16,5 | 12:6        |
| 04. | CE Terrassa-Cirsa                 | 9  | 2 | 6 | 1 | 18,5:17,5 | 10:8        |
| 05. | CE Vulcà Barcelona (N)            | 9  | 4 | 1 | 4 | 17,0:19,0 | 9:9         |
| 06. | UE Foment Martinenc Barcelona     | 9  | 1 | 6 | 2 | 17,0:19,0 | 8:10        |
| 07. | RC Labradores Sevilla             | 9  | 1 | 4 | 4 | 16,5:19,5 | 6:12        |
| 08. | UGA Barcelona                     | 9  | 2 | 4 | 3 | 16,5:19,5 | 8:10        |
| 09. | CA La Caja Las Palmas             | 9  | 2 | 2 | 5 | 16,0:20,0 | 6:12        |
| 10. | CA Centro Goya Villa de Teror (N) | 9  | 1 | 3 | 5 | 15,0:21,0 | 5:13        |

### Entscheidungen
|     | spanischer Mannschaftsmeister: CA Palm Oasis Maspalomas                                                |
|     | Absteiger in die Primera División: UGA Barcelona, CA La Caja Las Palmas, CA Centro Goya Villa de Teror |
| (M) | Titelverteidiger                                                                                       |
| (N) | Vorjahresaufsteiger                                                                                    |

### Kreuztabelle
| Ergebnisse | Ergebnisse                    | 01. | 02. | 03. | 04. | 05. | 06. | 07. | 08. | 09. | 10. |
| ---------- | ----------------------------- | --- | --- | --- | --- | --- | --- | --- | --- | --- | --- |
| 01.        | CA Palm Oasis Maspalomas      |     | 3   | 2   | 2   | 3   | 2   | 3   | 2   | 3½  | 3   |
| 02.        | CA Marcote Mondariz           | 1   |     | 2½  | 1½  | 3½  | 2   | 2½  | 2   | 2½  | 3   |
| 03.        | CA Reverté Albox              | 2   | 1½  |     | 2   | 2½  | 1½  | 2½  | 2½  | 2½  | 2½  |
| 04.        | CE Terrassa-Cirsa             | 2   | 2½  | 2   |     | 1   | 2   | 2   | 2   | 3   | 2   |
| 05.        | CE Vulcà Barcelona            | 1   | ½   | 1½  | 3   |     | 2½  | 2½  | 2   | 2½  | 1½  |
| 06.        | UE Foment Martinenc Barcelona | 2   | 2   | 2½  | 2   | 1½  |     | 2   | 1   | 2   | 2   |
| 07.        | RC Labradores Sevilla         | 1   | 1½  | 1½  | 2   | 1½  | 2   |     | 3   | 2   | 2   |
| 08.        | UGA Barcelona                 | 2   | 2   | 1½  | 2   | 2   | 3   | 1   |     | ½   | 2½  |
| 09.        | CA La Caja Las Palmas         | ½   | 1½  | 1½  | 1   | 1½  | 2   | 2   | 3½  |     | 2½  |
| 10.        | CA Centro Goya Villa de Teror | 1   | 1   | 1½  | 2   | 2½  | 2   | 2   | 1½  | 1½  |     |

## Die Meistermannschaft
| 1.            | CA Palm Oasis Maspalomas                                                                          |
| Schachfiguren | Alexei Schirow, Wesselin Topalow, Jordi Magem Badals, Lluís Comas Fabregó, Javier Moreno Carnero. |